# St. Sixtus (Eichelberg)

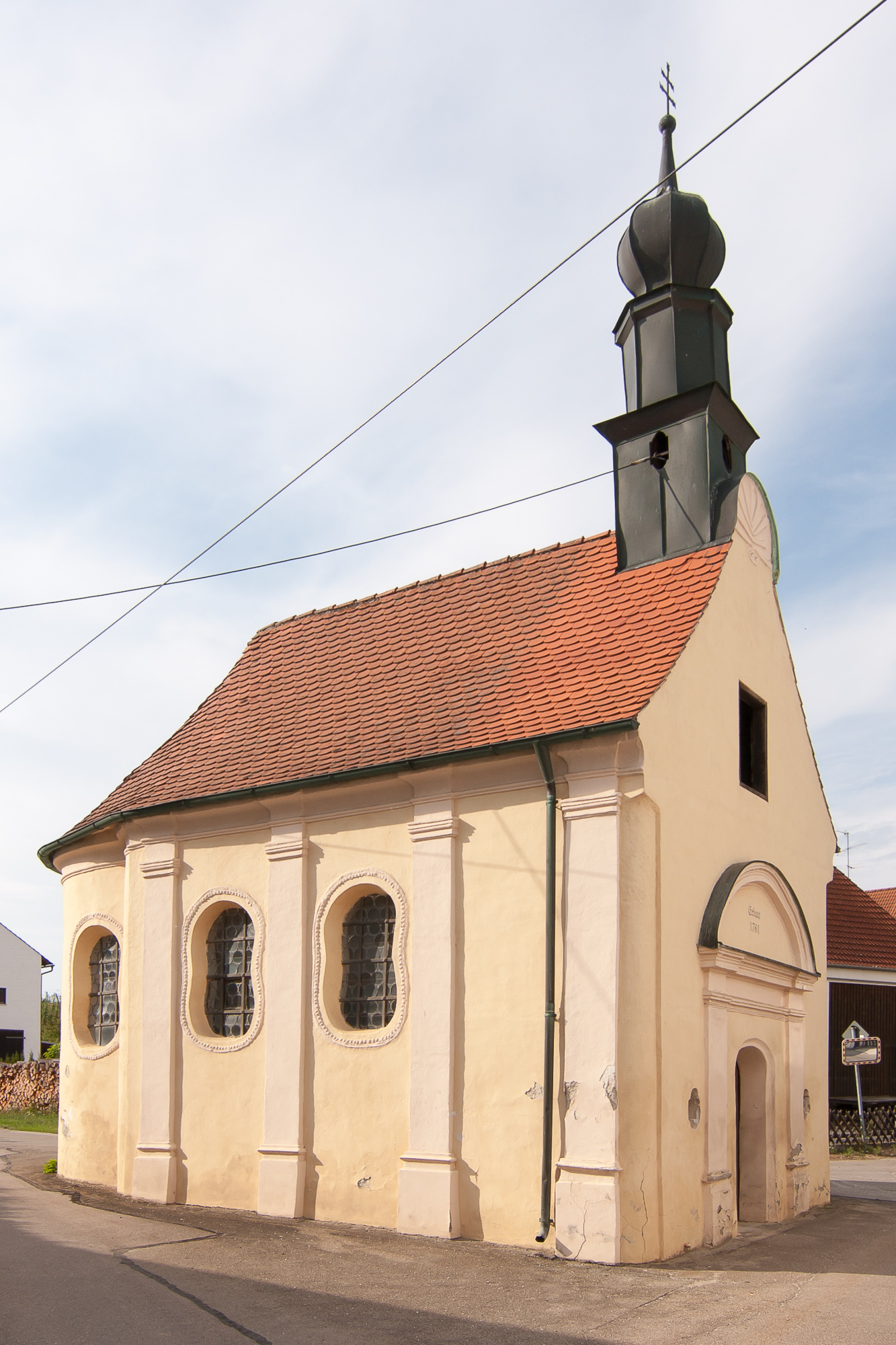
Kapelle St. Sixtus in Eichelberg

Die Kapelle St. Sixtus in Eichelberg, einem Stadtteil von Geisenfeld im oberbayerischen Landkreis Pfaffenhofen an der Ilm, wurde 1761 errichtet. Die barocke Kapelle gehört zu den geschützten Baudenkmälern in Bayern.
Die verputzte Saalkirche mit Satteldach, Pilastergliederung, Dachreiter mit Zwiebelhaube und leicht eingezogenem halbrundem Chorschluss besitzt baßgeigenförmige, stuckumrahmte Fenster. Die Eingangsfront mit Segmentgiebelportal ist mit der Jahreszahl 1761 bezeichnet. Der Innenraum ist über Hohlkehle flach gedeckt mit Rahmenstuck. Die Wände sind mit Pilastern gegliedert.
Der Hauptaltar stammt aus der Zeit des Spätrokoko. Bäuerliche Figuren des Spätbarock schmücken die Kirche: Pietà und Kruzifix mit Schmerzhafter Muttergottes. Die Stuhlwangen besitzen ein reiches Rocailledekor.